# Bombardamento di Yeonpyeong
Il bombardamento di Yeonpyeong è stato un incidente internazionale che si è verificato nell'isola sudcoreana di Yeonpyeong il 23 novembre 2010.

## I fatti

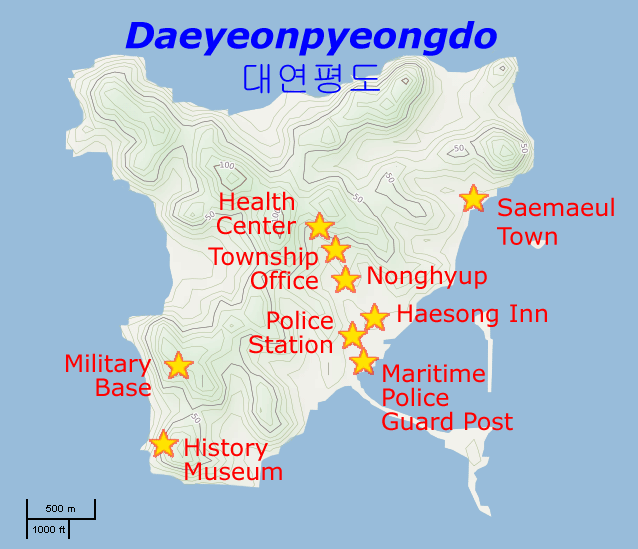
Localizzazione dei punti colpiti dalle bombe cadute sull'isola

Lo scontro iniziò alle ore 14:34 locali (05:34 UTC) del 23 novembre, quando l'artiglieria della Corea del Nord cominciò il bombardamento dell'isola di Yeonpyeong della Corea del Sud (sulla Linea Limite del Nord, Northern Limit Line - NLL), anche se l'agenzia di stampa nordcoreana KCNA rilasciò un comunicato dell'Esercito del Popolo Coreano in cui si affermava che la Corea del Nord aveva risposto al fuoco solo dopo che il Sud aveva compiuto «sconsiderate provocazioni militari», sparando dozzine di bombe nelle acque territoriali nordcoreane attorno all'isola di Yeonpyeong a partire dalle ore 13, mentre era impegnato in un esercizio di addestramento di artiglieria nelle immediate vicinanze.
Le due parti si accusarono reciprocamente, tanto da far temere un'intensificazione della violenza e la rottura dell'armistizio di Panmunjeom del 1953, anche a causa dell'arrivo nella zona della portaerei americana George Washington. Inoltre le truppe nordcoreane risposero che in caso di ulteriori provocazioni avrebbero risposto molto duramente, martellando l'artiglieria sudcoreana; infatti, dal 25 novembre, il Sud incrementò le truppe presenti sulle isole vicine alla Corea del Nord, in vista di possibili scontri.